# Desmodium annuum
Desmodium annuum är en ärtväxtart som beskrevs av Asa Gray. Desmodium annuum ingår i släktet Desmodium och familjen ärtväxter. Inga underarter finns listade i Catalogue of Life.